# Westnik russkich ewrejew
Westnik russkich ewrejew (kyrillisch Вестник русских евреев, wissenschaftliche Transliteration Vestnik russkich evreev; zu deutsch „Der Bote der russischen Juden“) war eine Wochenzeitung, die mit erheblichen Unterbrechungen von 1871 bis 1873 in St. Petersburg erschien. Sie wurde von Alexander Zederbaum und A. Goldenblum herausgegeben. Zum Redaktionsteam gehörten zu verschiedenen Zeiten Je. P. Karnowitsch, D. Girs, O. Notowitsch.
Es war das Organ der Gesellschaft zur Verbreitung der Bildung unter den Juden Russlands, die größte Kultur- und Bildungsorganisation der russischen Juden, die ihre Arbeit 1863 begann.